# St-Pierre-St-Paul (Sigolsheim)

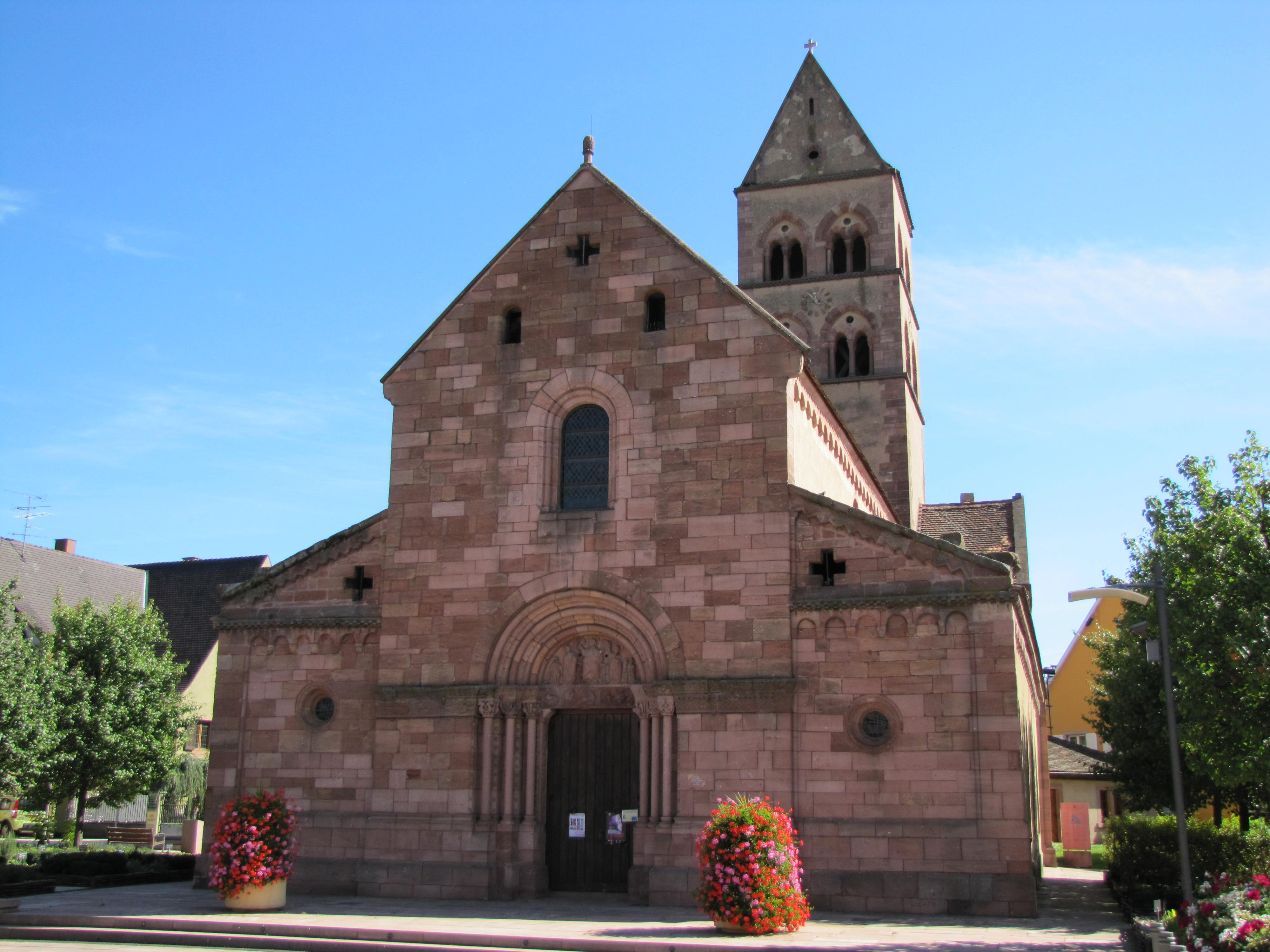
Peter-und-Paul-Kirche

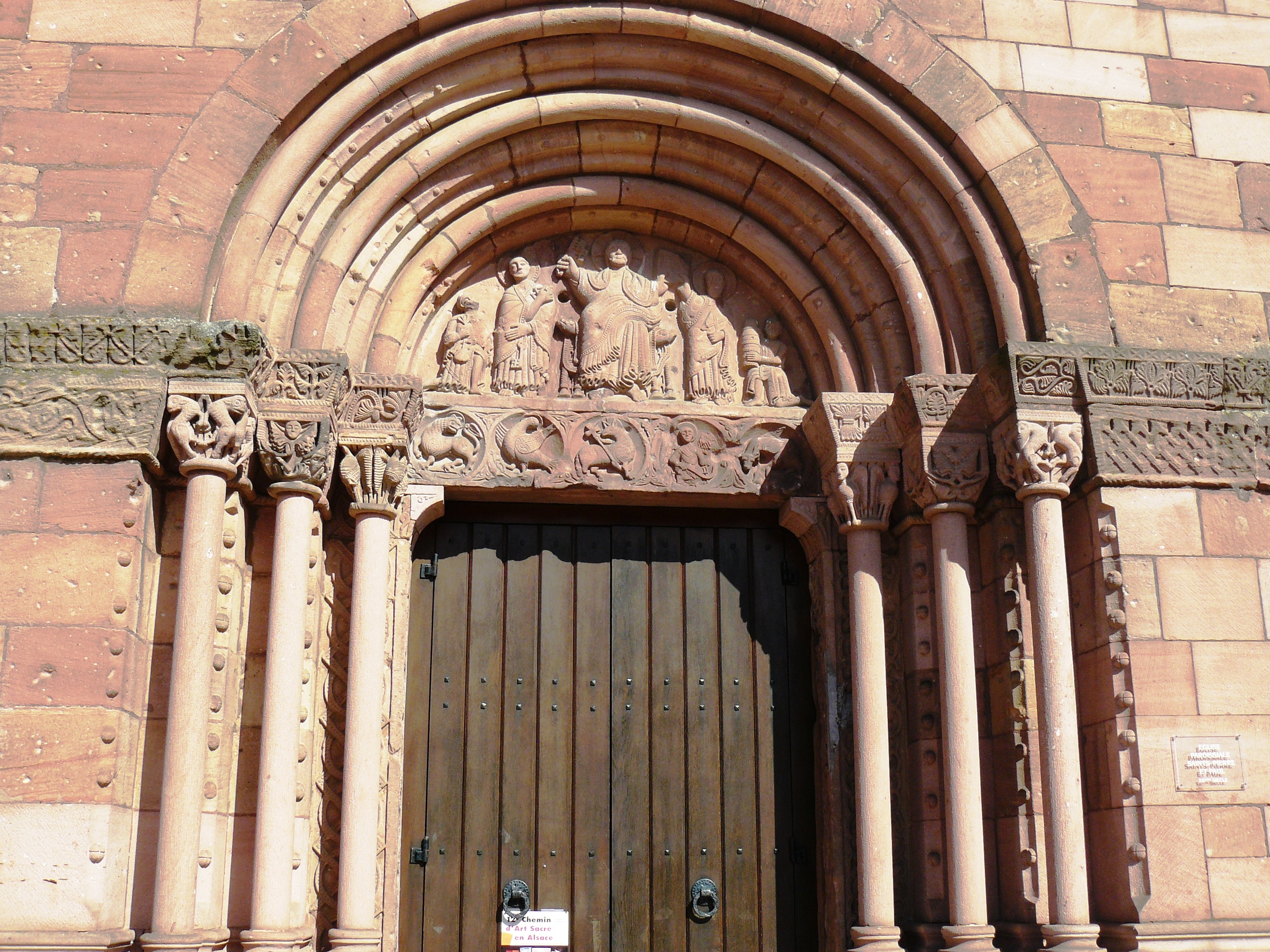
Romanisches Portal

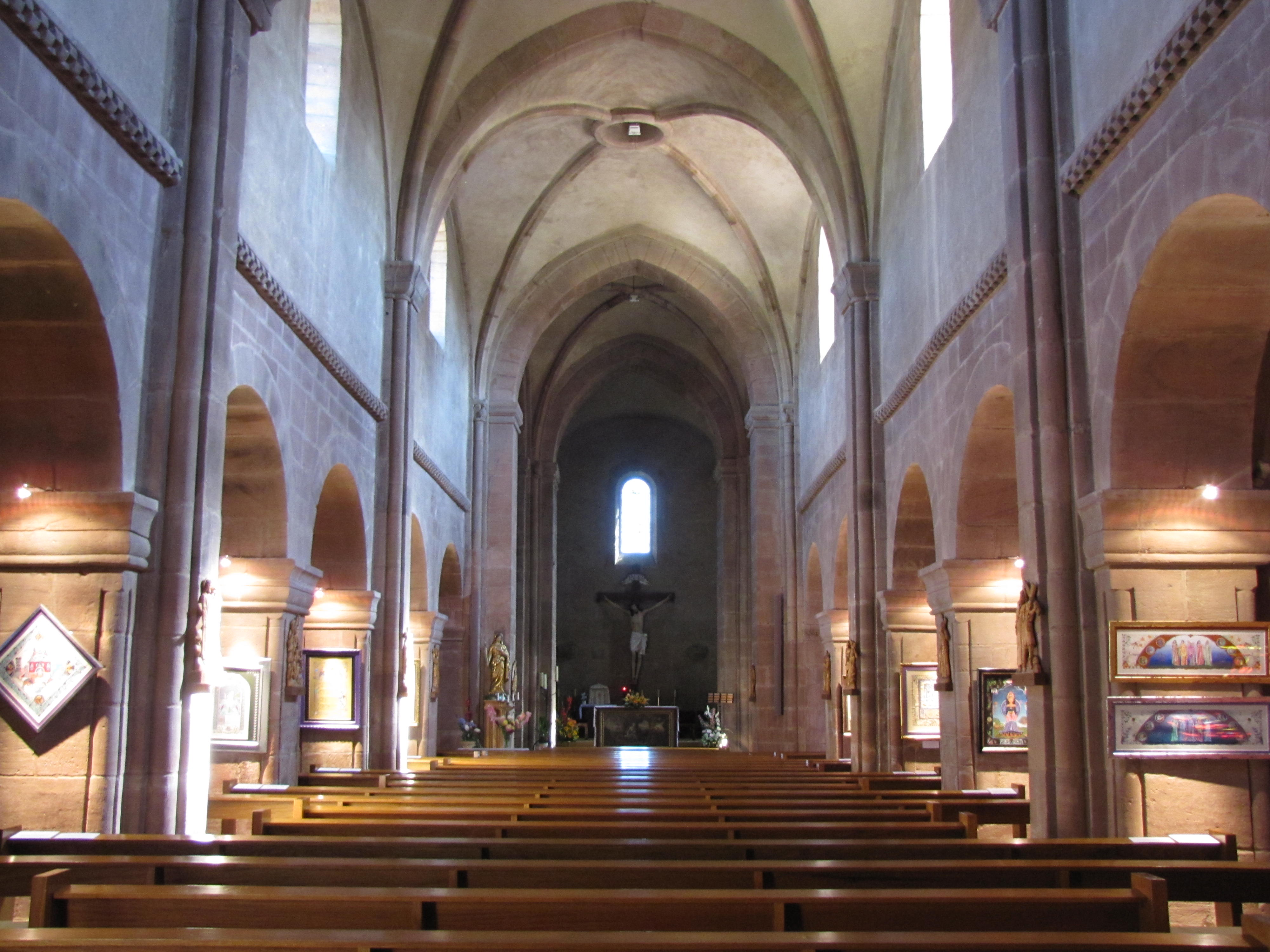
Blick durch das Kirchenschiff zum Chor

St-Pierre-St-Paul (dt. St.-Peter-und-Paul) ist eine römisch-katholische Kirche in der elsässischen Gemeinde Sigolsheim. Sie steht als Monument historique unter Denkmalschutz.

## Geschichte
Die heutige Kirche entstand in den 1190er Jahren. Bei Ausgrabungen im Jahr 1948 fand man Reste einer karolingischen Kirche. die 884 von der Abtei Étival gegründet worden war und eine Kapelle aus ottonischer Zeit. Im 15. Jahrhundert wurde die Kirche restauriert, nachdem sie vermutlich 1466 bei einem Brand beschädigt worden war. Dabei erhielt der Turm seine gotischen Fenster. 
1836/37 wurde die Kirche von dem Architekten Félix Griois um anderthalb Doppeljoche nach Westen erweitert. Die Portalfassade wurde dabei im Original erhalten. Außerdem wurde das Portal im Südarm des Querhauses in das südliche Seitenschiff versetzt. 1865 wurde dann der Chor im neoromanischen Stil von dem Architekten Jean-Baptiste Schacre neu errichtet und im Süden eine Sakristei angebaut.
Im Winter 1944/45 wurde der Ort Sigolsheim bei Kämpfen fast vollständig zerstört. Auch die Kirche wurde bei Bombardements am Weihnachtsabend 1944 schwer beschädigt. Die Obergeschosse des Turms brannten dabei ab.  In den 1950er Jahren wurde das Gebäude von dem Architekten Charles-Henri Arnhold wiedererrichtet. Dabei wurden viele Veränderungen der letzten Jahrhunderte rückgängig gemacht. So wurde auch der Chor wieder auf seine ursprüngliche Größe reduziert und östliche Anbauten aus dem 19. Jahrhundert abgerissen.

## Architektur
Die romanische Peter-und-Paul-Kirche ist eine dreischiffige Basilika. An das Langhaus mit dreieinhalb Doppeljochen schließt sich ein Querhaus an, das nicht über die Flucht der Seitenschiffe hinausragt. Daran schließt sich ein hoher, halbrunder Chor an. Auf der Vierung sitzt ein hoher quadratischer Turm mit Satteldach und gekuppelten gotischen Fenstern in zwei Geschossen. Fenster mit Rundbögen erhellen das Langhaus. In den Stirnseiten sitzen spitzbogige Fenster. Eckquaderungen, Lisenen und Bogenfriese aus Sandstein schmücken den Putzbau.
Das Portal in der westlichen Stirnseite springt dreifach zurück. Das Gewände besteht aus Rundwulste und abgefasten Kanten mit Kugeln. In den Rücksprüngen sitzen schmale Rundsäulen mit figürlichen Kapitellen mit Masken und Tieren. Ein romanischer Fries mit Ranken- und Flechtmuster auf der leicht hervortretenden Stirnseite des Mittelschiffs setzt sich hier als Kämpfersteine mit vegetabilem Ornament fort. Im Türsturz sitzen in runden Medaillons die vier Symbole für die Evangelisten und ein Agnus Dei. Im bogenförmigen Tympanon erkennt man im Zentrum Christus, daneben die Apostel Peter und Paulus. Flankiert wird die Szene von zwei knienden Männern mit einem Beutel und einem Fass. Das Portal im südlichen Seitenschiff ist deutlich einfacher gehalten, nimmt aber die Formen und Gestalt des Hauptportals auf.
Mittel- und Seitenschiffe werden durch Rundbogenarkaden getrennt. Diese werden von mächtigen quadratischen Pfeilern getragen, deren Ecken durch Rundstäbe abgefast sind. Vor jedem zweiten Pfeiler sitzt eine breite Vorlage mit an den Ecken eingesetzten Rundsäulen, auf der Gurt- und Schildbögen und die Rippen der Gewölbe sitzen. Arkaden und Obergaden werden durch einen Würfelfries getrennt.

## Ausstattung
Die heutige Ausstattung der Kirche stammt aus den Jahren 1910/11 und wurde von Théophile Klem geschaffen. Zur sakralen Kunst der Kirche gehört eine hl. Anna mit zwei Engeln. Die hölzernen Plastiken stammen aus dem 16. Jahrhundert. Außerdem steht in der Kirche eine rund 81 cm hohe hölzerne bemalte Pietà aus dem 14. Jahrhundert.
Die erste bekannte Orgel der Kirche stammte von dem Orgelbauer Jean-Frédéric Verschneider aus dem Jahr 1863. Sie wurde im Winter 1944 bei Bombardements zerstört. Die heutige Orgel wurde 1960 von Curt Schwenkedel geschaffen und 1997 von Hartwig Späth leicht modifiziert.